# Маршанция изменчивая
Маршанция изменчивая, или Маршанция полиморфная, или Маршанция многообразная (лат. Marchantia polymorpha) — многолетнее слоевищное растение, вид рода Маршанция (Marchantia) семейства Маршанциевые (Marchantiaceae) отдела Печёночные мхи, типовой вид этого рода.
Маршанция изменчивая является наиболее распространённым видом рода, она встречается на всех континентах, включая Антарктиду. Растёт по сырым местам, по берегам ручьёв. Как и другие виды маршанции, нередко избегает конкуренции с другими растениями, поселяясь на незанятых площадках, — скалах, сырых местах с плохим освещением, на пожарищах.

## Описание

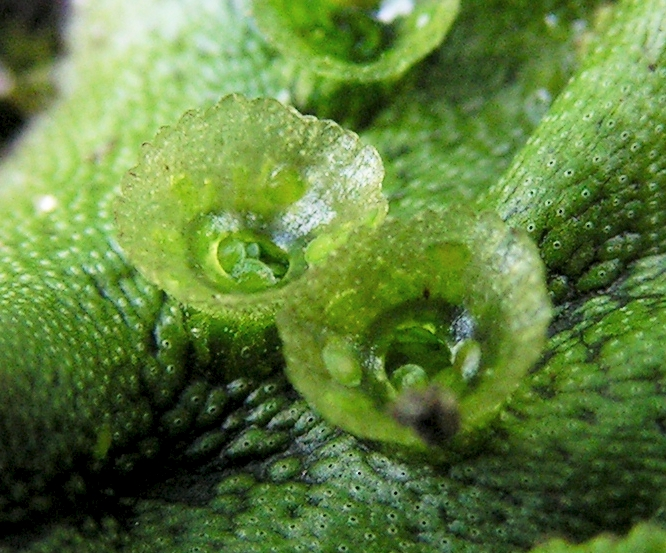
Marchantia polymorpha: чашечки с выводковыми почками крупным планом

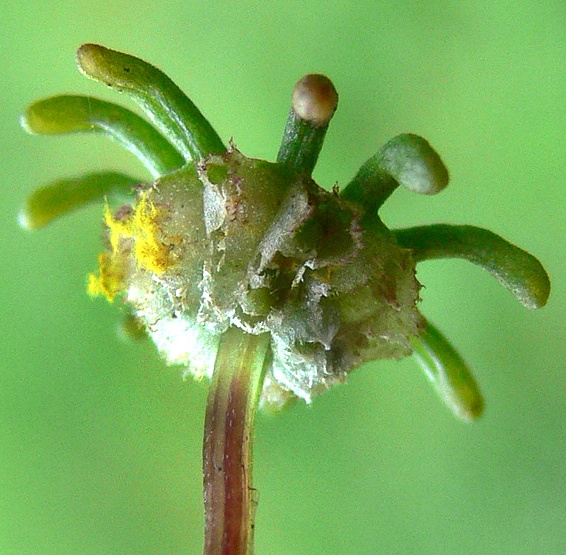
Marchantia polymorpha: подставка с архегониями (женскими органами полового размножения) крупным планом

Растение с мясистым лопастным слоевищем, вырастающим до 10 см в длину и до 3 см в ширину. Посередине, вдоль слоевища, начиная от передней выемки, где сосредоточивается рост, пробегает широкая нерезкая жилка. От нижней стороны слоевища, примыкающей к субстрату, отходят чешуйчатые придатки и ризоиды. Верхняя сторона слоевища испещрена ромбиками, представляющими очертание внутренних воздушных полостей, в которых находится ассимиляционная ткань в виде зелёных нитей, отходящих со дна полости. Открывается полость отверстием, находящимся посредине ромбического участка верхней поверхности слоевища. Кроме того, на верхней стороне слоевища расположены выводковые корзиночки — специфические для печёночных мхов образования, в которых формируются специализированные двулопастные органы вегетативного размножения, так называемые «выводковые почки».
Маршанция изменчивая — двудомное растение. На одних растениях развиваются антеридии, мужские органы полового размножения, они погружены в верхнюю поверхность так называемых «мужских подставок» — зонтикообразных щитков на ножках. На других растениях развиваются архегонии, женские органы полового размножения, они собраны на «женских подставках» — выростах, имеющих вид звёздочек на ножках; архегонии располагаются по несколько штук между лучами этих звёздочек, на их нижней стороне.
Коробочка вскрывается восемью назад загнутыми зубчиками; периантий — 4—5-лопастной. В коробочке, кроме спор, развиваются ещё элатеры — пружинки, представляющие собой скрученные ленточные структуры, меняющие форму при изменении влажности воздуха.